# Flower (singel Soundgarden)
Flower – utwór amerykańskiej grupy rockowej Soundgarden. Utwór został wydany  w 1989 roku, jako singel promujący debiutancki album długogrający "Ultramega OK", wydanego w roku 1988. Utwór znalazł się na pierwszej pozycji na płycie, trwa 3 minuty i 25 sekund. Autorem tekstu jest wokalista grupy Chris Cornell, muzykę skomponował gitarzysta Kim Thayil. Flowerjest drugim singlem w dorobku grupy. Pierwszym był "Hunted Down", wydany dwa lata wcześniej, promował on EP Screaming Life. Utwór znalazł się na kompilacyjnym albumie grupy "A-Sides" wydanym w roku 1997. W 2010 zapowiedziano, że alternatywna wersja utworu, nagrana podczas "BBC Sessions" pojawi się na kompilacyjnym box-secie Telephantasm w 2010 roku.

## Kompozycja i tekst
Intro do utworu powstało poprzez poprzeczne dmuchanie na struny gitary Kima Thayila. O tekście Cornell powiedział: "to o dziewczynie ... która staje się kobietą i inwestuje przede wszystkim w marność, szybko się spala".

## Wydanie i odbiór
Flower został wydany jako singel w 1989 roku z dwoma utworami na stronie B singla: Toy Box i Head Injury który można znaleźć na albumie "Ultramega OK". "Toy Box" został nagrany podczas sesji do pierwszego albumu EP, "Screaming Life". "Flower" był jedynym singlem z "Ultramega OK". Zdjęcie z okładki, zostało wykonane przez Charlesa Petersona.

## Teledysk
Teledysk do "Flower" został wyreżyserowany przez Marka Miremonta. Czarno-białe wideo ukazuje zespół występujący na scenie, a następnie spacerujący po mieście. Wideo zostało wydane pod koniec 1988 roku i było pierwszym w historii teledyskiem Soundgaden. Teledysk był często emitowany w MTV, w programie "120 minut" i pozwolił zwrócić większą uwagę na scenę Seattle i nut grunge.

## Lista utworów
| Nr. |  | Tytuł         | Tekst         | Muzyka        | Długość |
| --- |  | ------------- | ------------- | ------------- | ------- |
| 1.  |  | "Flower"      | Chris Cornell | Kim Thayil    | 3:25    |
| 2.  |  | "Head Injury" | Chris Cornell | Chris Cornell | 2:22    |
| 3.  |  | "Toy Box"     | Chris Cornell | Chris Cornell | 5:39    |

## Twórcy
- Chris Cornell - wokal
- Kim Thayil - gitara
- Hiro Yamamoto - bas
- Matt Cameron - perkusja

## Wyróżnienia
| Publikacja | Kraj   | Kategoria             | Rok  | Pozycja |
| ---------- | ------ | --------------------- | ---- | ------- |
| Spex       | Niemcy | "Singles of the Year" | 1989 | 31      |